# Tereșkivka, Nijîn
Tereșkivka (în ucraineană Терешківка) este o comună în raionul Nijîn, regiunea Cernihiv, Ucraina, formată numai din satul de reședință.

## Demografie
Componența lingvistică a comunei Tereșkivka
     Ucraineană (99,46%)
     Alte limbi (0,54%)
Conform recensământului din 2001, majoritatea populației comunei Tereșkivka era vorbitoare de ucraineană (99,46%), existând în minoritate și vorbitori de alte limbi.